# Serpollet
Il nome Serpollet è stato utilizzato per più società francesi appartenenti all'era pionieristica dell'industria automobilistica: tutte queste società erano dedite alla produzione di autoveicoli spinti da motori a vapore ed hanno avuto come denominatore comune l'intraprendenza del fondatore Léon Serpollet. Complessivamente le attività di queste aziende hanno coperto un periodo che va dal 1887 al 1907.

## Storia
Questa azienda è appartenente a pieno titolo all’epoca pionieristica dell’automobile, quando ancora l’idea di mobilità autonoma era ancora agli albori, senza che si potessero conoscere gli effettivi sviluppi che una simile invenzione potesse avere, ma neppure quale sarebbe stato il tipo di tecnologia più efficace per spingere quelle che di fatto erano carrozze motorizzate.

### Gli albori

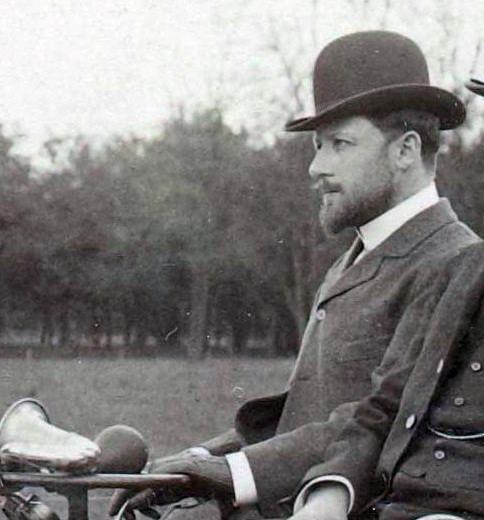
Léon Serpollet

Quella della Serpollet è una storia che ebbe inizio e che terminò con le vite dei fratelli Henri e Léon Serpollet. Entrambi dimostrarono fin da bambini una notevole attitudine per le invenzioni di attrezzi utili. Dopo il servizio militare, in cui fra l’altro partecipò anche alla presa di Roma del 1870, Henri Serpollet (1848-1915) cominciò a lavorare nell’azienda di famiglia, una piccola bottega adibita a falegnameria e carpenteria situata nella cittadina natale di Culoz, non lontana dalla Svizzera e in particolare da Ginevra. Assieme a lui cominciò a lavorare anche il fratello Léon (1858-1907), di dieci anni più giovane, ma ancora più intraprendente di Henri. Tanto più che, mettendo a frutto la loro naturale inclinazione per le invenzioni, nel 1878 i due riuscirono a realizzare un motore a vapore con sistema di vaporizzazione istantanea che avrebbe potuto permettere l’accensione quasi immediata della macchina sulla quale esso fosse stato eventualmente montato. Un primo brevetto venne registrato il 25 ottobre 1879. Tale brevetto fu valido solo per la Francia e il Belgio, anche se in seguito altri brevetti relativi allo stesso motore vennero registrati con estensione anche ad altri paesi stranieri. Ma nonostante la registrazione del brevetto il motore era ancora molto inaffidabile e necessitava di numerose migliorie prima di trovare applicazioni sia per macchine statiche che per mezzi di locomozione. Purtroppo tali migliorie richiedevano ulteriori spese, che i due fratelli non riuscirono più a sostenere, senza contare che le conoscenze tecnico-scientifiche di Henri e Léon Serpollet cominciarono a mostrare i loro limiti. Come se non bastasse, di lì a breve Léon dovette interrompere la sua collaborazione con Henri perché chiamato ad assolvere il servizio militare. Dopo un anno, al momento di tornare a lavorare con il fratello, Léon dichiarò la sua ferma intenzione di recarsi a Parigi per seguire un corso di formazione meccanica ed uno di elettrotecnica al Conservatoire des arts et métiers di Parigi, entrambi i corsi erano gratuiti, condizione ideale per un giovane di buona volontà ma dalle scarse risorse finanziarie. Di giorno, dalle ore 6,30 alle 17,30, Léon lavorava in una bottega di carpenteria sita nella capitale francese, mentre nel tardo pomeriggio si recava a lezione e di sera, nella piccola ed economica stanza d’albergo in cui alloggiava, si dedicava alla messa a punto di una piccola macchina a vapore completa. In questo modo poteva mettere da parte il denaro necessario per permettere al fratello Henri di proseguire lui stesso con il lavoro e nello stesso tempo acquisire ulteriori conoscenze per poterlo aiutare. Ma una vita così sfiancante non impiegò molto a far crollare il pur volenteroso Léon. A tal punto che contattò il fratello Henri per pregarlo di raggiungerlo a Parigi in modo tale da unire gli sforzi come una volta. Henri provò ad aiutare Léon raggiungendolo a Parigi nell’ottobre del 1881, ma non riuscì a stare lontano dalla sua famiglia, che a quel punto comprendeva anche due figli. Per questo, nel marzo del 1882 Henri Serpollet tornò a Culoz. Léon tornò a lavorare da solo, ma nel giro di breve tempo, scoraggiato dagli scarsi risultati e dalla cronica mancanza di fondi per proseguire con le sperimentazioni, abbandonò il progetto per circa un anno.

### Nasce laSerpollet & Cie.

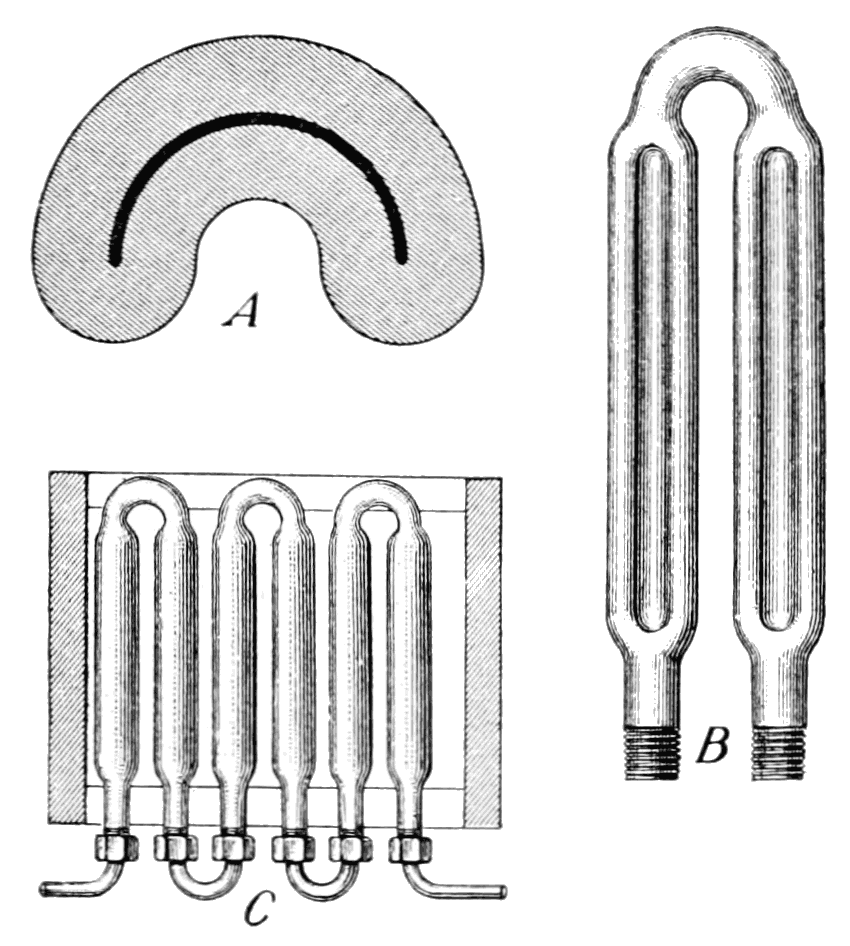
Particolari del generatore di vapore di Serpollet

Nel frattempo, il brevetto giunse a scadenza, ragion per cui l’invenzione divenne accessibile a chiunque. Léon Serpollet trovò quindi il coraggio di riprendere in mano il progetto della caldaia a vaporizzazione istantanea per apportare modifiche e migliorie per poter in seguito ottenere un secondo brevetto. Ci vollero ancora alcuni anni di costante dedizione: fu infatti solo nel corso del 1886 che la nuova caldaia venne brevettata. A quel punto, però, si ripresentò nuovamente il problema di trovare dei finanziatori: Léon Serpollet tentò di cercarli anche fra aziende già avviate, come la De Dion-Bouton & Trepardoux, che però non furono interessate. La soluzione arrivò nell’agosto del 1887, quando un amico di Léon Serpollet gli fece conoscere alcune persone interessate a sovvenzionare lo sviluppo e la produzione della caldaia, che si mostrò adatta a numerose tipologie di applicazioni. Si arrivò immediatamente alla costituzione di una società in nome collettivo, denominata Société des Moteurs Serpollet frères, con ragione sociale Serpollet & Cie. Oltre a Léon Serpollet, che avrebbe percepito il 40% degli utili della società, parteciparono anche l’architetto Auguste Avezard e il rappresentante Georges Laroge: ognuno di questi ultimi ricevette invece il 20% degli utili societari. Il restante 20% degli utili fu destinato ad una cassa comune per essere riutilizzato allo scopo di far evolvere i successivi progetti. Henri Serpollet, rimasto fuori dalla società, in quanto dedito alla famiglia, avrebbe preso il posto del fratello in caso di decesso di quest’ultimo e solo se Henri lo desiderasse. Come sede operativa, fu inizialmente scelto un capannone a Montmartre, mentre la sede sociale venne fissata nell’abitazione di Georges Laroge, in rue Parmentier 100, sempre a Parigi.

#### L’incontro con Armand Peugeot
Il 1888 fu l’anno della svolta: all’inizio di quell’anno Léon Serpollet ultimò la realizzazione di un triciclo a vapore avviata già negli ultimi mesi dell’anno precedente, subito dopo la registrazione della nuova azienda. Questo triciclo era caratterizzato dalla presenza di una caldaia cilindrica montata posteriormente a sbalzo, la quale andava a fornire il vapore necessario per spingere il motore monocilindrico da un solo cavallo di potenza massima e montato sotto l’unico sedile di cui il triciclo era provvisto. Le autorità concedono a Serpollet il permesso di guidare il triciclo su strada, ma a condizione che non si superino i 16 km/h. Nello stesso anno, il mondo mediatico e scientifico di quel periodo cominciarono ad interessarsi alle invenzioni di Serpollet, che ricevette cifre cospicue per l’acquisto dei diritti di fabbricazione da parte di altri piccoli costruttori, anche stranieri. Ma il vero incontro decisivo fu quello con Armand Peugeot, all’epoca dedito alla produzione di biciclette e utensili per la casa e per la falegnameria. L’incontro fra Serpollet e Peugeot non avvenne casualmente: fu infatti Armand Peugeot a contattare Serpollet dapprima per via epistolare, anche se ben presto si arrivò anche ad un faccia a faccia durante il quale venne stretto un accordo per la costruzione di una vettura a tre ruote con motore a vapore. Durante questi primi incontri, ma molto probabilmente anche durante lo scambio epistolare, Armand Peugeot si rivolse a Léon Serpollet ponendogli delle curiose domande, come ad esempio il dubbio se una donna che prendesse posto a bordo dell’autovettura dovesse rischiare o meno danni al suo vestito o alla sua stessa persona. In ogni caso, dall’incontro fra Serpollet e Peugeot si arrivò ben presto alla realizzazione di un nuovo triciclo con motore a vapore. Quest’ultimo fu montato sulla vettura da Serpollet stesso, il quale impiantò nel motore stesso l’ormai famosa caldaia a vaporizzazione istantanea; Armand Peugeot, coadiuvato dal suo fidato collaboratore Louis Rigoulot, costruì il resto, ossia il telaio e l’intero corpo vettura, sulla base di due precedenti prototipi approntati in via sperimentale dallo stesso Serpollet. Il triciclo derivante da tale progetto viene oggi indicato a volte come Peugeot Type 1 o altre volte come triciclo Serpollet-Peugeot (o viceversa) e venne presentato all’Esposizione Universale di Parigi del 1889, nella cui occasione venne anche inaugurata la celeberrima Torre Eiffel. In ogni caso, questo triciclo può essere storicamente visto indifferentemente come il primo modello della produzione Serpollet o della produzione Peugeot. Ma mentre Léon Serpollet rimase fedele alla sua invenzione, Armand Peugeot se ne distaccò in breve tempo, anche perché durante l’Esposizione Universale del 1889 ebbe modo di toccare con mano la Daimler Stahlradwagen, convincendosi così della maggior bontà progettuale. Léon Serpollet, rimasto nuovamente senza partner commerciali, ma con una maggior dose di notorietà, continuò a far evolvere il progetto relativo al triciclo a vapore. Oltre ai quattro esemplari prodotti in collaborazione con la Peugeot, ne vennero realizzati altri, venduti a caro prezzo a clienti facoltosi, fra cui un dirigente della stessa Peugeot.

#### Di nuovo solo

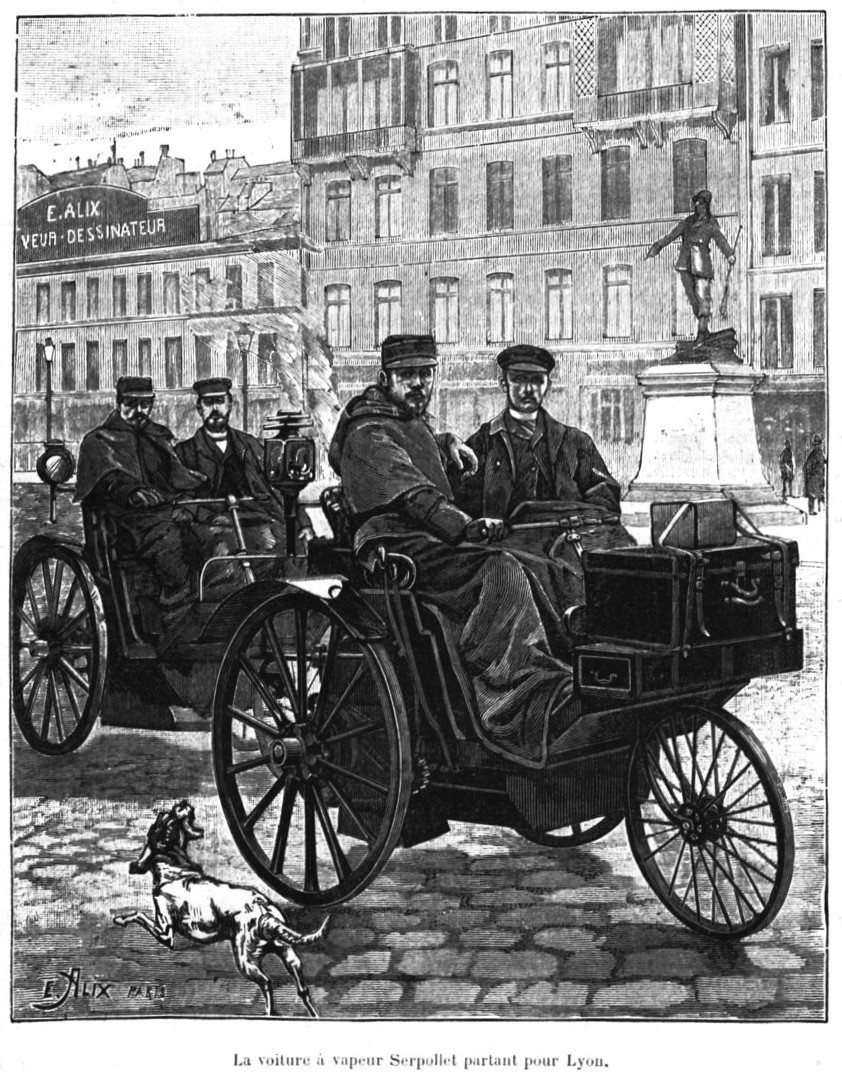
Serpollet e Archdeacon in partenza per Lione nel 1890

Rimasto nuovamente solo con il suo progetto, sebbene ormai quasi completamente concretizzato, Léon Serpollet e il suo amico Ernest Archdeacon decisero di intraprendere nel 1890 un viaggio da Parigi a Lione con il suo nuovo veicolo, sia allo scopo di testarne l’affidabilità, sia a scopo pubblicitario. Il viaggio fu piuttosto avventuroso e si protrasse per ben cinque giorni, ad una media di circa 50 km al giorno. Dopo un’ulteriore messa a punto, Léon Serpollet intraprese un secondo viaggio, questa volta fino a Rossillon, vicino al suo paese natale di Culoz, dove ad attenderlo si sarebbero fatti trovare il fratello Henri e il figlio di quest’ultimo, Auguste. Oltre ad una nutrita schiera di pubblico, curioso di vedere la carrozza senza cavalli in azione. Tra questi vi furono anche alcune personalità di spicco, come il sindaco di Rossillon, che non si fece scappare l’occasione di fare un giro a bordo della vettura, ovviamente sempre condotta da Serpollet. Raggiunto un buon livello di affidabilità, Serpollet fece evolvere il progetto relativo al triciclo a vapore, montando un bicilindrico a vapore su telaio e scocca di un triciclo più grande, a sette posti. Tale vettura venne inaugurata nel 1891 con altri viaggi nella Francia centro-settentrionale. Il suo motore erogava una potenza massima di 4 CV, con la possibilità di raggiungerne per breve tempo anche due in più. La velocità massima era invece di 25 km/h. Nel luglio del 1891 venne presentata la prima Serpollet a quattro ruote. Nella fabbrica parigina, l’attività cominciò gradualmente ad avviarsi, i passanti divennero di giorno in giorno sempre più curiosi di sapere cosa stava accadendo nell’officina Serpollet. Un ragazzino di 14 anni si appostò per diversi giorni vicino all’ingresso per aspettare l’uscita di qualche vettura. Un bel giorno riuscì ad ottenere di fare un giro su una vettura guidata dal vulcanico Léon Serpollet. Questo giovane divenne a sua volta molto famoso alla fine di quello stesso decennio: questo giovane era Louis Renault.

#### L’affermazione sul mercato: dalle auto ai tram

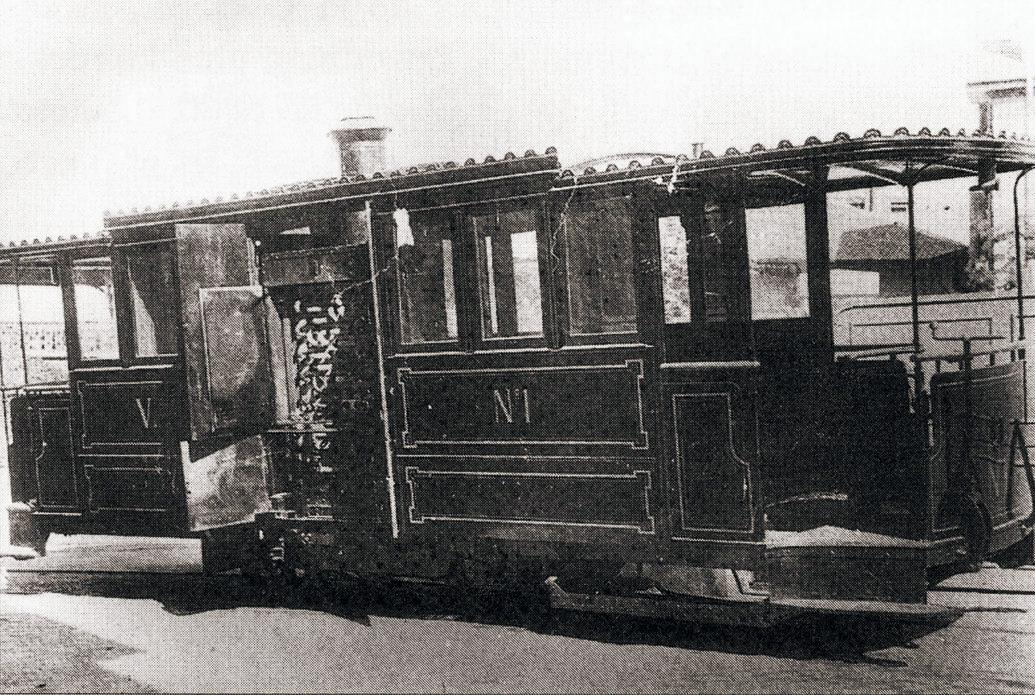
Un tram a vapore motorizzato Serpollet

L’ultimo decennio del XIX secolo vide accendersi la disputa su quale sarebbe stato il tipo motore che nel tempo avrebbe prevalso sugli altri: tre furono infatti le tipologie di propulsione in uso all’epoca: oltre al motore a vapore, si stava affermando anche il motore a scoppio, anche se pure le vetture a motore elettrico stavano calamitando le attenzioni di una parte non trascurabile di pubblico. Léon Serpollet non si fece intimidire da questo clima, anzi, visse quest’epoca come un periodo di grandi sfide e per questo nel 1892 fece evolvere nuovamente la gamma: proponendo un nuovo triciclo a sette posti ed una phaeton a quattro ruote e a due file di sedili. Per entrambi questi modelli, Serpollet propose un nuovo motore a vapore dotato di un dispositivo per la raccolta del vapore in uscita, vapore che sarebbe stato convogliato in un condensatore in maniera da essere riconvertito in acqua e riutilizzato. Questi modelli utilizzavano ancora ruote in legno con coperture in ferro simili a quelle delle carrozze ma dal 1895 cominciarono ad essere utilizzate coperture in gomma. Sono di quel periodo anche i primi mezzi motorizzati assegnati alle forze armate dell’epoca, utilizzati prevalentemente per il trasporto di personale da un luogo ad un altro.
Nel 1893 la gamma si ampliò ulteriormente con l’arrivo di una vettura cabriolet (o cab , come venivano denominate all’epoca questo genere di vetture). Tale modello fu derivato direttamente dal triciclo a 7 posti del 1891, da cui si differenziava sostanzialmente per il fatto di avere un vero e proprio asse anteriore a due ruote.
Facciamo a questo punto un breve salto indietro di alcuni anni: nel 1890 Léon Serpollet fece un viaggio a Londra in cui si rese conto che uno dei possibili sbocchi commerciali del motore a vapore stava nel trasporto pubblico. Per questo, mentre la produzione arrivò a comprendere i modelli citati poc'anzi, Léon Serpollet si mise al lavoro per progettare quelli che all’epoca erano i primi tram senza cavalli. Il motore a vapore fu oggetto di numerosi perfezionamenti volti ad ottimizzarne il livello di affidabilità e robustezza. I primi tram motorizzati da Serpollet furono inaugurati dalla Compagnie des Tramways di Parigi nel 1893 sulla linea Porte de Champerret-Saint Denis. Di lì a poco le richieste si moltiplicarono, diffondendosi per quasi tutta la Francia e attraversando anche i confini nazionali, arrivando nel 1895 in Germania, in Svizzera ed in seguito addirittura in Giappone! Questi mezzi incontrarono un grande successo per le loro prestazioni rimarchevoli, addirittura superiori a quelle di una normale autovettura dell’epoca, basti pensare che riuscivano a trasportare dieci persone più il conducente ad una velocità di 75 km/h, un risultato assolutamente straordinario per un convoglio di fine Ottocento e che con tale carico arrivava a pesare circa 18 tonnellate. 
Nel 1897 il motore a vapore venne perfezionato ulteriormente con l’installazione di un bruciatore a petrolio che consentì di evitare le continue operazioni di alimentazione della caldaia spalando continuamente carbone. Unico svantaggio era l’odore di petrolio bruciato, ma il vantaggio in termini di praticità divenne considerevole.

### La Gardner-Serpollet
Il periodo d’oro di Serpollet fu però di breve durata: alla fine la rivalità fra motori elettrici, a scoppio e a vapore si risolse in maniera sfavorevole per quest’ultimo, in quanto il settore dei trasporti pubblici finì con il preferire le prime due modalità di propulsione. Nel corso del 1898 gli ordini si fecero sempre meno frequenti, fino ad azzerarsi del tutto. Ciò provocò una grossa crisi finanziaria per l’azienda di Léon Serpollet, tale da dover convocare il consiglio di amministrazione per decidere soluzioni alternative. Alla fine si approvò la proposta di ritornare al settore automobilistico, lasciato da parte in quell’ultimo periodo di grandi affari nel settore dei tram e degli omnibus. A tale scopo, per recuperare il distacco, in termini di evoluzione tecnologica, nei confronti degli altri costruttori, si decise l’acquisto di tutti i brevetti disponibili all’epoca per l’ottimizzazione delle proprie autovetture. Per riuscire a compiere questo passo, Serpollet e soci dovettero però trovare un nuovo alleato commerciale. Tale alleato venne presto individuato in Frank Gardner, ricchissimo magnate statunitense che nel corso degli anni precedenti riuscì ad accumulare un’immensa fortuna grazie alla gestione di varie miniere auree sparse in tutto il mondo. Nel 1899 nacque così la Société Gardner-Serpollet con nuove sedi operative in rue Stendhal, nel XX arrondissement di Parigi. Si assistette così ad un’evoluzione già nelle strutture di base, nei telai, nei componenti del motore, nei generatori di vapore e nelle carrozzerie, che divennero finalmente più simili a quelle delle contemporanee vetture con motori elettrici o a scoppio. E non si costruirono più tricicli, oramai decisamente obsoleti già in quei primi anni di automobile. Gli unici costruttori che continuarono a proporne furono solo alcuni fra quelli dediti tradizionalmente anche alla produzione di motocicli, come ad esempio la Peugeot. Ma se escludiamo il primo triciclo del 1889, sviluppato come già visto proprio in collaborazione con Serpollet, si trattava in ogni caso di veicoli che sul piano strutturale non avevano niente in comune con i tricicli a vapore della casa parigina. 
Alla realizzazione di tutte le migliorie partecipò questa volta anche Henri Serpollet, spesso poco o per niente menzionato in questa fase della storia della Serpollet, ma di fatto assai presente. Dopo vari anni i due fratelli tornarono a collaborare. Questa fase evolutiva si concretizzò con un nuovo grande successo commerciale, grazie alla semplificazione della tecnica dei motori a vapore, che divennero anche più compatti e leggeri. Tali motori continuarono ad essere montati anche su quelli che furono i primi veicoli per trasporto merci, i primi camion della storia, ma trovarono applicazione anche nelle imbarcazioni. Il successo raggiunse anche le alte sfere della società dell’epoca. Persino il Principe del Galles si rivolse alla Serpollet per avere il suo mezzo a vapore ed affrancarsi così dalle carrozze ippotrainate. Fra il 1900 e il 1902 la gamma Serpollet fu composta di tre telai differenti, con motori da 6, 10 e 12 CV. Per i modelli di base i prezzi erano compresi fra 8.000 e 12.000 franchi, mentre per i modelli di punta si stava fra i 20.000 e i 25.000 franchi.
Al Salone di Parigi del 1903 venne presentata la nuova versione top di gamma, dotata di un motore da ben 40 CV di potenza massima, disponibile in due varianti di passo, ossia 2,4 o 2,8 metri e in due varianti di carrozzeria, cioè double-phaeton o landaulet. Grazie ai continui affinamenti al sistema di condensazione dell’acqua, questo modello poteva raggiungere un’autonomia di marcia di 400 km.

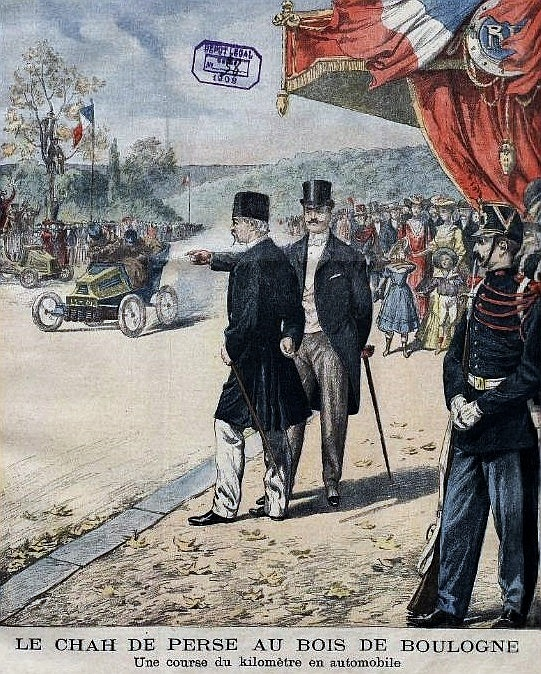
Lo Scià di Persia assiste alla vittoria di Serpollet a Parigi

Anche tale versione, inutile dirlo, era destinata a persone assai facoltose o anche a teste coronate. Lo stesso Scià di Persia, dopo aver assistito alla vittoria di una Serpollet in una gara a Parigi durante una sua visita nella capitale francese, ordinò un esemplare da 40 CV più un altro da 15 CV, nel frattempo inserito anch’esso in gamma. Quest’ultimo era esteriormente molto simile al modello da 40 CV. La grossa differenza stava ovviamente nel motore meno potente, che tuttavia poteva offrire prestazioni notevoli per l’epoca, con velocità massime che a seconda delle carrozzerie utilizzate potevano raggiungere ben 90 km/h, un valore che in quegli anni era raggiungibile solo da alcune vetture da competizione con motore a scoppio o elettrico. Nel 1904, assieme a questi modelli venne introdotta anche il modello da 9 CV, particolarmente apprezzato per la sua semplicità costruttiva, tale da rendere più leggero il telaio di base e, di conseguenza, anche il corpo vettura nella sua interezza, con un miglioramento generale nelle prestazioni: la velocità massima raggiungeva così i 60 km/h. L’anno seguente fu la volta della 12/15 CV, con cui la Serpollet raggiunse l’apice della sua qualità costruttiva, grazie ad una saggia disposizione degli organi meccanici che consentì alla vettura di presentarsi finalmente come una vera vettura elegante e moderna (per quei tempi). Particolarmente apprezzata fu nella sua configurazione con carrozzeria phaeton. Durante il 1905 fu ancora accesa la disputa fra motori a vapore e a scoppio: nonostante alcuni anni prima, come già spiegato, il mercato dei mezzi pubblici si fosse orientato nettamente a favore dei motori endotermici. Le vetture per uso privato godevano ancora di particolari consensi, ma Léon Serpollet non perse l’occasione di rilanciare ancora una volta le sue applicazioni per tram e omnibus, organizzando una dimostrazione in pubblico in cui un omnibus da 3,8 tonnellate con 17 persone a bordo riuscì a percorrere senza problemi un percorso in salita nella città di Parigi. Tale dimostrazione ebbe un successo notevole, così come anche il viaggio da Parigi a Rouen intrapreso alcuni mesi prima, nel dicembre del 1904.

### La Darracq-Serpollet

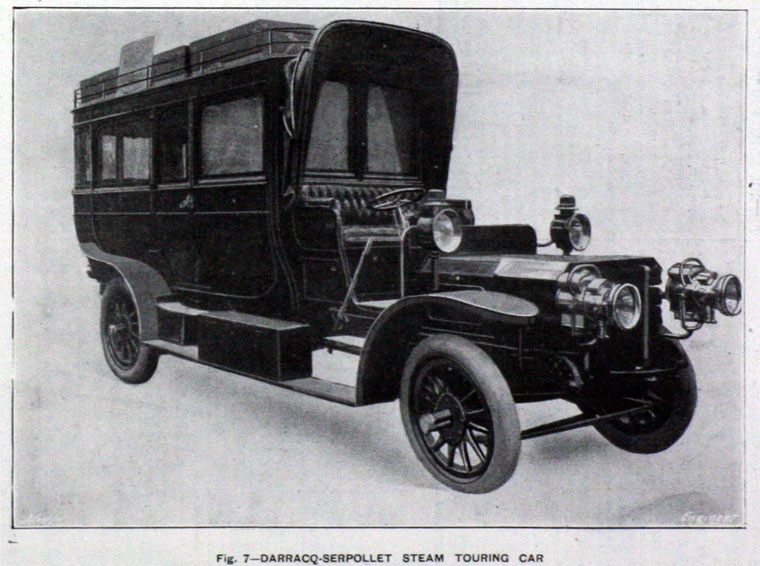
Un omnibus Darracq-Serpollet

Nonostante i consensi ottenuti, le vendite tornarono ancora una volta a stagnare per arrestarsi del tutto durante il 1906. Ciò portò ad un clima di nervosismo fra Léon Serpollet e Frank Gardner. Quest’ultimo, sempre nel corso del 1906, decise quindi di ritirarsi dal business delle auto a vapore e vendette le proprie partecipazioni ad Alexandre Darracq, un altro esponente di spicco dell’era pionieristica dell’automobilismo francese e non solo (fornì infatti le basi per la nascita e l’affermazione di case automobilistiche oggi ben note come la Opel e l’Alfa Romeo).
Nacque così la società Darracq-Serpollet, ancora una volta salutata con entusiasmo dalla stampa dell’epoca. Ma in realtà un capitolo importante della storia della Serpollet si stava per chiudere: infatti, la neonata società aveva in programma di utilizzare i motori a vapore unicamente per i veicoli industriali e per il trasporto pubblico, date le loro caratteristiche di erogazione, più adatte a mezzi pesanti, ma anche per non interferire commercialmente con la normale produzione automobilistica Darracq, improntata invece sui motori a scoppio. Léon Serpollet accettò comunque di buon grado e vicino allo stabilimento Darracq di Suresnes venne eretto un nuovo stabilimento per la realizzazione di camion ed omnibus.

### La morte di Serpollet e la fine dell’azienda
La nuova alleanza non ebbe tempo di svilupparsi appieno: già da qualche tempo Léon Serpollet era gravemente malato. La diagnosi fu impietosa: cancro alla gola: l’11 febbraio 1907 l’ultimo paladino della propulsione a vapore scomparve prematuramente a soli 48 anni. Dopo tale triste evento, la Serpollet praticamente scomparve del tutto: il fratello Henri non riprese in mano le redini dell’azienda, ma rimase nell’ombra per poi passare anch’egli a miglior vita nel 1915. Con la morte dei due fratelli Serpollet si chiuse definitivamente l’era delle auto a vapore in quanto essi costituivano l’ultimo baluardo a sostegno di tale tecnologia. Rimarranno però celebrati nei decenni a venire in quanto facenti parte del novero di quelle grandi personalità della gloriosa era pionieristica dell’automobile.

### L’attività sportiva
Durante i suoi vent'anni di attività, il marchio Serpollet riuscì ad ammantarsi anche di una consistente aura di sportività data dai significativi successi in campo agonistico, in quelle che all'epoca furono le primissime competizioni automobilistiche della storia. Di seguito vengono elencate le principali vittorie e piazzamenti di rilievo ottenuti dalla Serpollet in campo sportivo:
| Serpollet: principali risultati sportivi |                |                       |           |                                                                                          |
| Manifestazione                           | Data           | Vettura               | Posizione | Note                                                                                     |
| Course de tricycles à moteur automatique | 10 maggio 1891 | Triciclo              | 2°        | -                                                                                        |
| Nice-Draguignan-Nice                     | 1901           | Tonneau 12CV          | 1°        | -                                                                                        |
| Coupe Rothschild                         | 28 marzo 1901  | -                     | 1°        | La stessa vettura stabilì anche il record mondiale di velocità con 100,556 km/h di punta |
| Coupe Rothschild                         | Aprile 1902    | Typ F "Œuf de Pâques" | 1°        | Stabilito anche il record mondiale di velocità con 120,805 km/h di punta                 |
| Côte de Gaillon                          | Settembre 1902 | -                     | 1°        | Categoria Voiture                                                                        |
| Côte de Gaillon                          | Settembre 1902 | -                     | 1°        | Categoria Voitures légères                                                               |
| Coupe Rothschild                         | Aprile 1903    | Torpilleur            | 1°        | Media di 124 km/h                                                                        |

## Galleria fotografica
| Triciclo Serpollet | Serpollet alla Parigi-Rouen del 1894 | Gardner-Serpollet Type L | Gardner-Serpollet Type H biposto corsa | 5HP Phaeton | Omnibus Darracq-Serpollet | Camion Darracq-Serpollet |
| ------------------ | ------------------------------------ | ------------------------ | -------------------------------------- | ----------- | ------------------------- | ------------------------ |
|                    |                                      |                          |                                        |             |                           |                          |
| 1890               | 1894                                 | 1900                     | 1902                                   | 1905        | 1907                      | 1907                     |